# Euphrasia scabra
Euphrasia scabra är en snyltrotsväxtart som beskrevs av Robert Brown. Euphrasia scabra ingår i släktet ögontröster, och familjen snyltrotsväxter. Inga underarter finns listade i Catalogue of Life.